# Dilophus stygius
Dilophus stygius är en tvåvingeart som beskrevs av Thomas Say 1829. Dilophus stygius ingår i släktet Dilophus och familjen hårmyggor. Inga underarter finns listade i Catalogue of Life.